# Classificazione di Fanaroff-Riley

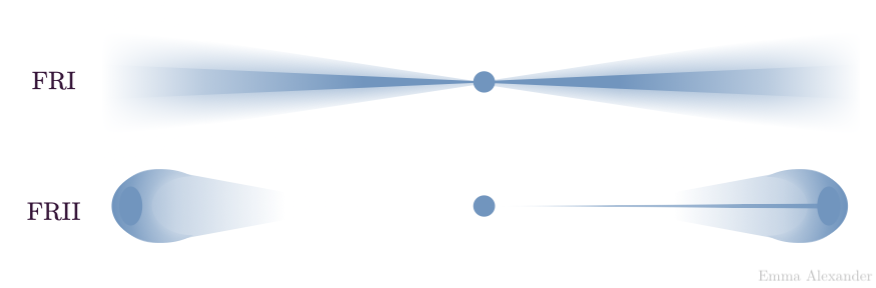
Uno schema della struttura delle radiosorgenti di classe FR-I (in alto) e FR-II (in basso).

La classificazione di Fanaroff-Riley è uno schema creato nel 1974 dall'astronomo sudafricano B. L. Fanaroff e dall'astrofisica inglese J. M. Riley, atto a distinguere le radiogalassie con nuclei attivi in base alla loro radioluminosità o alla loro brillanza in relazione all'ambiente che le ospita. Nel corso di uno studio effettuato su un insieme di 57 radiogalassie e quasar chiaramente risolti in due o più componenti a 1,4 GHz o 5 GHz, Fanaroff e Riley notarono che le posizioni delle regioni ad alta/bassa brillanza superficiale nei lobi delle radiosorgenti extragalattiche erano correlate con la loro radioluminosità. I due divisero quindi il campione analizzato in due classi utilizzando il rapporto tra la distanza tra le regioni di massima brillanza superficiale poste sui lati opposti della galassia o quasar centrale e l'estensione totale della radiosorgente fino al limite a brillanza più bassa. Le sorgenti di classe I, chiamate sorgenti FR-I, sono sorgenti la cui luminosità diminuisce all'aumentare della distanza dalla galassia o dal quasar ospite, mentre le sorgenti di classe II, chiamate FR-II, mostrano una luminosità crescente nei lobi. L'importanza di questa distinzione risiede nel fatto che essa presenta un collegamento diretto tra la luminosità della galassia e il modo in cui l'energia viene trasportata dalla regione centrale e convertita in emissione radio nelle parti più esterne.

## Radiogalassie di classe I
Le sorgenti di classe I, aventi un valore del sopraccitato rapporto minore di 0,5, hanno solitamente una potenza radio a 1,4 GHz inferiore a 2×1024,5 WHz-1. Tali sorgenti sono caratterizzate da getti (canali di fuoriuscita di plasma relativistico che si originano dal nucleo centrale della galassia attiva e si estendono fino a distanze dell'ordine delle migliaia o persino milioni di parsec) sempre bilaterali (two-sided) sulla scala del secondo d'arco e poco collimati - hanno infatti un angolo di apertura maggiore di 8° che varia lungo la loro estensione - a causa dell'inefficienza nei meccanismi di trasporto radiativo, motivo che sta anche alla base della loro brillantezza poiché un parziale raffreddamento del plasma lungo i canali causa un'emissione di energia dai getti che può risultare visibile. Nelle radiogalassie FR-I le regioni a bassa brillanza sono quindi più lontane dalla galassia o dal quasar centrale rispetto alle regioni ad alta brillanza, ed esse diventano più deboli man mano che ci si avvicina alle estremità esterne dei lobi; inoltre, non è raro che queste radiogalassie mostrino distorsioni, più o meno pronunciate, nella struttura.
Le sorgenti FR-I sono associate a galassie grandi e luminose (di tipo D, quindi con un carattere ellittico poco pronunciato, o di tipo cD, dette anche "supergiganti ellittiche") che hanno una distribuzione della luce più piatta rispetto a una comune galassia ellittica e sono spesso situate in ammassi ricchi di gas che emette in banda X. Mentre la galassia si muove attraverso l'ammasso, la pressione d'ariete causata dal moto relativo della galassia rispetto al gas circostante può far sì che i getti vengano piegati e che la radiosorgente assuma una caratteristica forma a testa-coda.

## Radiogalassie di classe II
Le sorgenti di classe II, aventi un valore del sopraccitato rapporto maggiore di 0,5, hanno solitamente una potenza radio a 1,4 GHz maggiore di 2×1024,5 WHz-1. Contrariamente a quanto avviene nelle radiosorgenti FR-I, nelle FR-II i getti sono sempre unilaterali (one-sided), deboli (vengono rilevati in meno del 10% delle sorgenti FR-II note mentre tale percentuale sale all'80% nel caso delle sorgenti FR-I) e molto collimati - hanno un angolo di apertura solitamente inferiore ai 4° - il che fa pensare a un meccanismo di trasporto radiativo più efficiente rispetto a quello delle sorgenti FR-I. Le radiogalassie FR-II sono più brillanti ai bordi, per via delle hot-spot, regioni compatte e brillanti presenti nei lobi radio che vengono prodotte alle estremità dei getti quando questi interagiscono con il mezzo circostante generando degli shock che accelerano nuovamente le particelle, che sono invece quasi o del tutto assenti nelle sorgenti FR-I. I lobi, poi, risultano ben separati, e non quasi a contatto come avviene nelle sorgenti di classe I.
Le radiosorgenti FR-II sono generalmente associate a galassie ellittiche giganti che non sono però galassie principali centrali di nessun ammasso bensì galassie di campo, e che risultano essere meno massicce di quelle che ospitano radiosorgenti FR-I, oltre a mostrare talvolta i resti di un'avvenuta fusione galattica, evento che si ritiene possa essere all'origine delle radiogalassie a forma di X, che sono per l'appunto radiosorgenti di tipo FR-II. L'ambiente delle radiosorgenti FR-II, in definitiva, non mostra un maggiore raggruppamento di galassie rispetto all'ambiente di galassie ellittiche scelte casualmente.
A causa delle grandi differenze nella natura delle galassie ospiti e degli ambienti delle radiosorgenti FR-I e FR-II, è possibile che esse siano tipi intrinsecamente diversi di sorgenti non correlati tra loro attraverso una sequenza evolutiva.